# Jagłowo
Jagłowo – wieś w Polsce położona w województwie podlaskim, w powiecie augustowskim, w gminie Sztabin. Leży nad Biebrzą.
Wieś leśnictwa nowodworskiego w ekonomii grodzieńskiej w drugiej połowie XVII wieku. Wieś królewska ekonomii grodzieńskiej położona była w końcu XVIII wieku w powiecie grodzieńskim województwa trockiego. W latach 1975–1998 miejscowość administracyjnie należała do województwa suwalskiego.
We wsi liczna drewniana zabudowa z XIX i XX w, oraz krzyż choleryczny z drugiej połowy wieku XIX.
We wsi znajduje się też drewniana kaplica Matki Bożej Królowej Pokoju, wybudowana w 1943 roku przez mieszkańców wsi, w której ukrywał się wówczas ks. Witold Ostrowski, wikariusz z Suchowoli. W pobliskim lesie znajduje się cmentarz dzieci nieochrzczonych, na którym zachowało się kilka nagrobków, z których najstarsze datowane są na połowę XIX wieku, a najnowsze postawiono w latach sześćdziesiątych XX wieku.
W roku 1968 ekipa Muzeum Etnograficznego zrealizowała w Jagłowie film dokumentalny pod tytułem Połów ryb niewodem.
Wierni kościoła rzymskokatolickiego należą do parafii św. Apostołów Piotra i Pawła w Suchowoli.